# Abasse Ba
Abasse Ba (Pelelkindessa, Senegal, 12 de julio de 1976), exfutbolista senegalés. Jugó de defensa y su último equipo fue el Le Havre AC de Francia.

## Clubes
| Club             | País    | Año       |
| ---------------- | ------- | --------- |
| Louhans-Cuiseaux | Francia | 1998-2001 |
| Dijon FCO        | Francia | 2001-2007 |
| Le Havre AC      | Francia | 2007-2009 |
| Al Rayyan        | Catar   | 2009      |
| Le Havre AC      | Francia | 2009-2011 |

## Palmarés

### Campeonatos nacionales
| Título               | Club             | País    | Año  |
| -------------------- | ---------------- | ------- | ---- |
| Championnat National | Louhans-Cuiseaux | Francia | 1999 |
| Ligue 2              | Le Havre AC      | Francia | 2008 |